# Kinas demografi
Kinas demografi er karakteriseret ved et have en stor befolkning med et relativt lille antal unge, hvilket er et resultat af Kinas etbarnspolitik. Befolkningspolitikken, der er blevet ført i Kina siden 1979, menes at have medført 400 millioner færre fødsler.
I 2007 estimerede Kina sin befolkning til at være på 1,3 milliarder, hvilket er den største i verdenen. Kina har planer at om foretage sin 6. nationale folketælling i 2010.
Fordi der i Kina en tradition for at foretrække at få en dreng frem for en pige og man samtidig kun må få et barn vil der i fremtiden være et underskud af kvinder hvilken vil medfører en reduktion i det samlede antal fødsler.

## Hver femte er kineser
Kinas totale befolkningstal, som er verdens største, er 1,4 milliarder. Befolkningsvæksten i 2007 var på 0,606 procent. Eftersom den totale verdensbefolkning er over 6 milliarder mennesker, udgør Kinas befolkning 20,25 % af verdens befolkning. Denne andel kommer til at dale dramatisk i tiårene som kommer, efter som landet siden 1979 har håndhævet en streng etbarnspolitik, mens lande som f.eks. Indien ikke har gennemført tilsvarende barnebegrænsningstiltag.

## Antal
I 1949, da Folkerepublikken blev oprettet, var indbyggerantallet på ca 540 millioner. Verdens befolkning omkring år 1950 var knap 2.5 mia. Dvs at Kinas befolkning levede op til udtrykket: "Hvert femte barn der bliver født er en kineser". 

## Skæv kønsfordeling
Den demografiske situation er svært ubalanceret. De to vigtigste problemer, som af mange demografer beskrives som tikkende bomber, er at børnetallene er meget lave i forhold til den ældre befolkning, og at kønsfordelingen blandt børn, på grund af selektive tiltag, blandt andet ved kønsselektion ved hjælp af abort eller spædbarnsdrab, er sådan, at man er på vej ind i en situation med et betydelig kvindeunderskud.

## Befolkningstæthed og fordeling
Selvom Kina er det land i verdenen med den største befolkning er befolkningstætheden for hele landet kun på 137 person per km² hvilket er på niveau med fx Schweiz og Tjekkiet men tallet skjuler at der er store regionale forskelle. I de store område i det vestlige og nordlige Kina bor der kun nogle få millioner mennesker mens der i den østlige og sydlige del af Kina bor cirka 1,2 milliarder mennesker. Størstedelen af Kinas befolkning bor der hvor der er frugtbare jorde og det er i det østlige Kina. Cirka 94% af befolkningen bor i 46 % af landet. Den årlige befolkningsvækst anslås til at være 0,59%. De 11 provinser, bykommuner og særlige administrative regioner langs Kinas sydøst kyst har en befolkningstæthed på 320,6 person per km².
Andelen af befolkning der bor på landet er faldende og var i 1990 på 74% og i 2001 på 64%. Ifølge en prognose lavet af FN vil der i 2015 bor lige mange mennesker på landet som i byerne.
De ti største byer i Kina er:
- Shanghai
- Beijing
- Hong Kong
- Tianjin
- Wuhan
- Guangzhou
- Shenzhen
- Shenyang
- Chongqing
- Nanjing

## Etniske forhold
Der har været over hundrede forskellige etniske befolkningsgrupper i Kina. Hàn-kineserne er imidlertid talmæssige overlegne. I løbet af historien er mange etniske grupper blevet assimileret, eller forsvundet uden spor. Flere tidligere etniciteter er blevet "siniseret" og blevet Hàn-kinesere. Dette har ført til at antallet af Hàn-kinesere er øget dramatisk. I flere af Kinas (centrale og sydlige) provinser er forskellene i talesproget ofte så store at de må ty til "rigsmålet" Mandarin eller skriftsproget (som er fælles) for at gøre sig forstålige. Udenom Hàn-etniciteten anerkender myndighederne i Folkerepublikken Kina til sammen 55 etniske minoriteter.

## Sprog
Den sproglige mangfoldighed følger den etniske.